# Palais universitaire d'Angers
Pour les articles homonymes, voir Palais Universitaire.
Le Palais universitaire d'Angers est un bâtiment de l'Université catholique de l'Ouest, construit en 1875 sous la direction de l'architecte René-Eugène Dusouchay et de son fils Eugène Dusouchay. L'édifice est construit à la place d'anciennes pépinières d'André Leroy.

## Présentation
Le palais universitaire d'Angers prend sa source avec la fondation de l'Université catholique de l'Ouest en 1875 par Mgr Freppel, évêque d'Angers. La fondation de l'université se fait à la suite du vote de la loi du 12 juillet 1875 qui vise à abolir le monopole de l'enseignement supérieur. L'édifice est construit par l'architecte René-Eugène Dusouchay sur des terrains offert par le pépiniériste André Leroy. Il est financé par des souscriptions, dons et impositions diverses sur les communautés catholiques de la ville. René-Eugène Dusouchay meurt en 1878 laissant le chantier à son fils, Eugène.
Le pavillon principal du palais universitaire se situe le long d'une allée axiale en participant à la qualité spatiale de la place André-Leroy de par son classicisme mesuré et imposant.

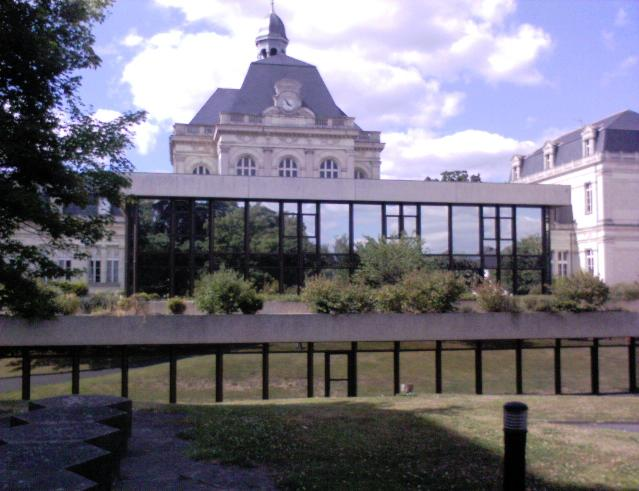
Face sud
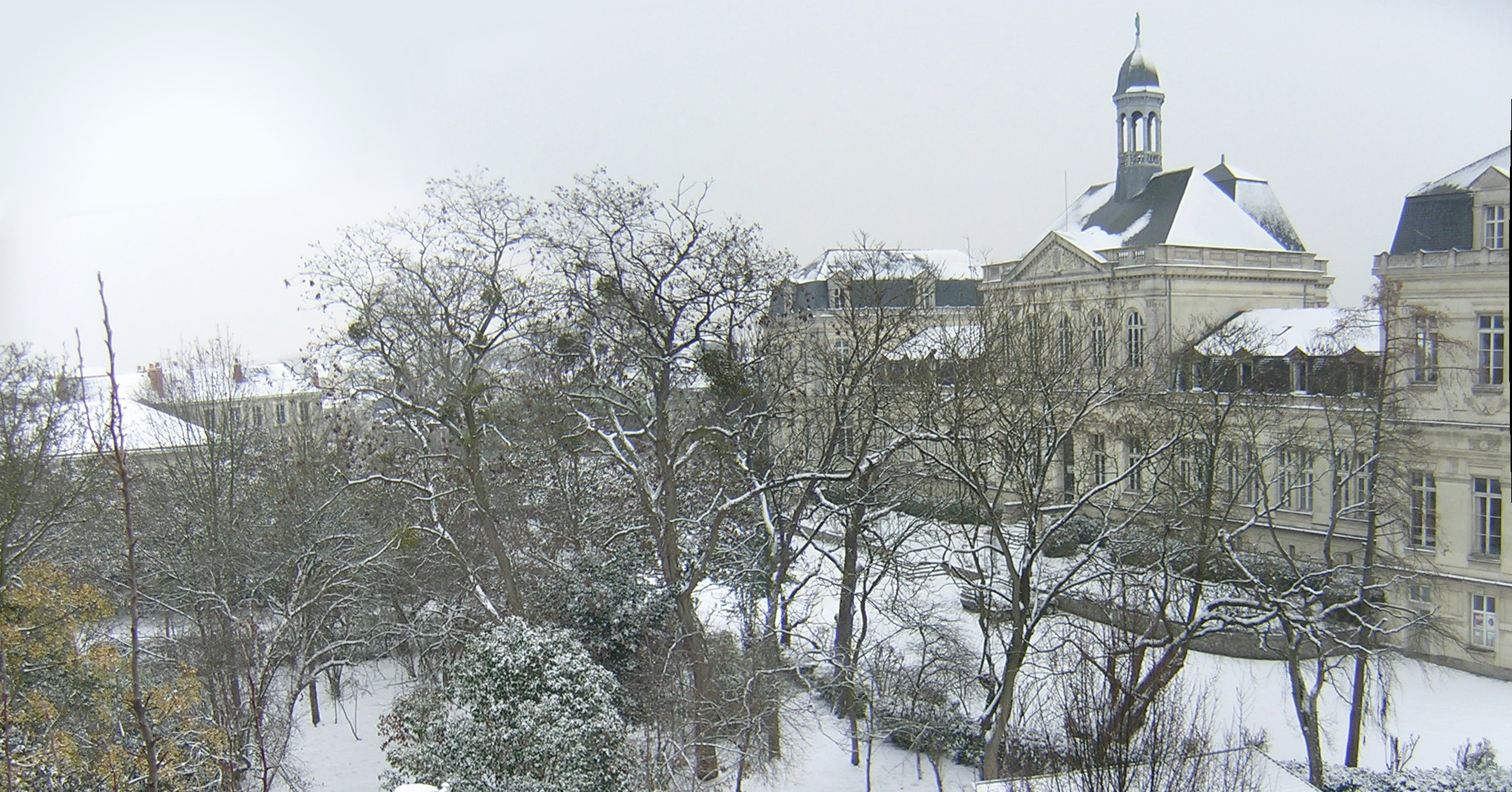
Face nord
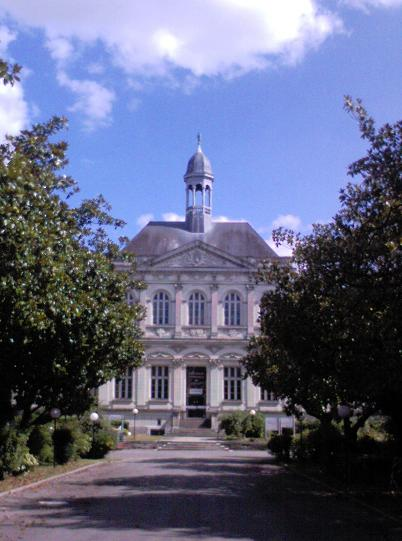
Vue de la place André Leroy

## Fonctions
Le palais universitaire d'Angers est géré par l'association Saint-Yves qui administre l'Université catholique de l'Ouest.
Le palais universitaire a été entièrement rénové en 2011. 
Il est actuellement occupé par le Pôle international et la bibliothèque universitaire de l'Université catholique de l'Ouest. 